# 넵투누스 분수 (로마)

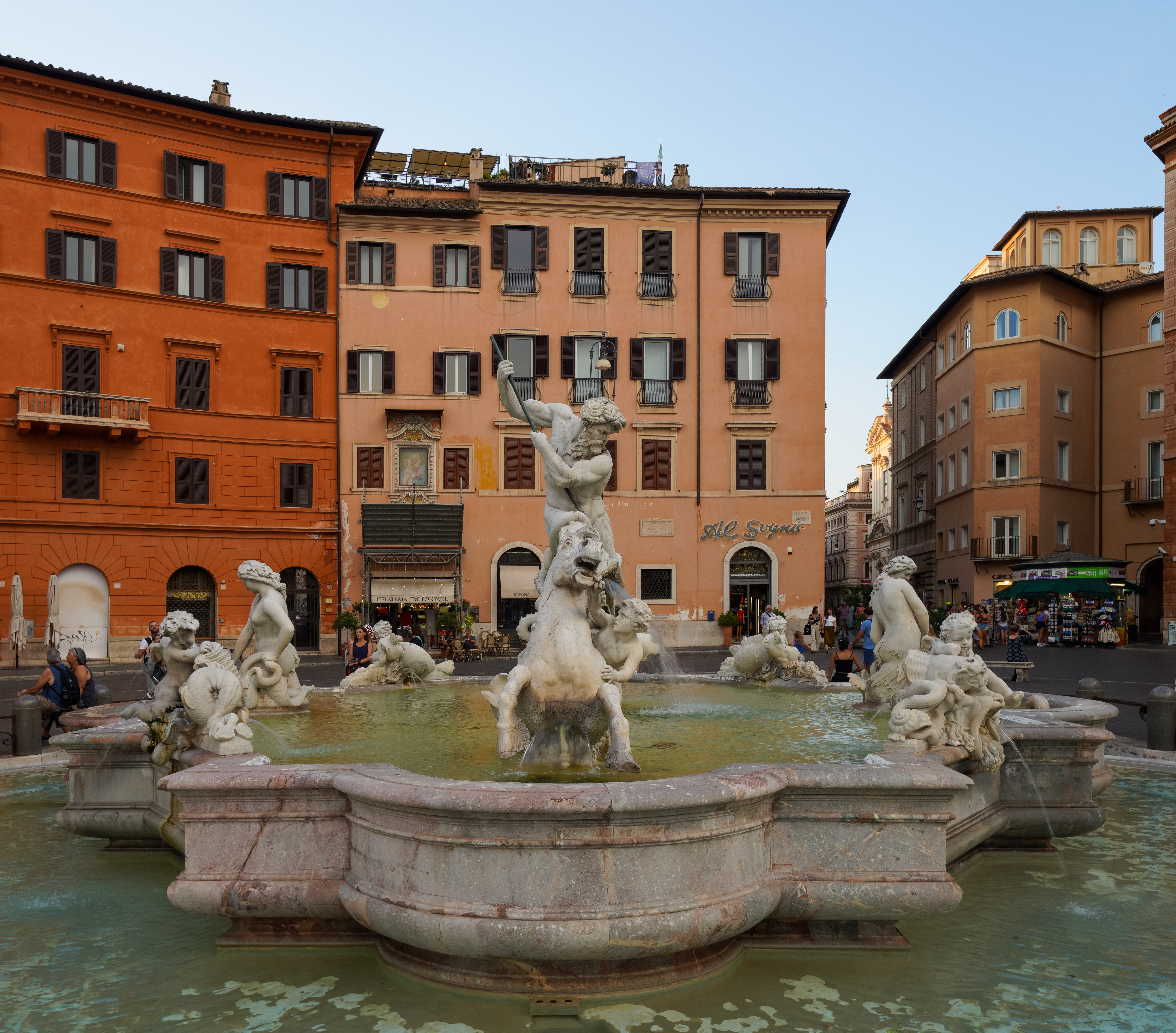
넵투누스 분수

넵투누스 분수(이탈리아어: Fontana del Nettuno)는 이탈리아 로마에 있는 분수다. 나보나 광장 북쪽 끝에 위치해 있다.